# Дом почтовой станции (Нежин)
Дом почтовой станции или Нежинская почтовая контора — комплекс зданий, памятник архитектуры и памятник истории местного значения в Нежине. Сейчас здесь размещается музей Нежинской почтовой станции.

## История
Решением исполкома Черниговского областного совета народных депутатов трудящихся от 28.04.1987 № 551 присвоен статус памятник истории местного значения с охранным № 122 под названием Дом Нежинской почтовой станции, где в 1860 году родился выдающийся украинский художник-баталист Н. С. Самокиш и где останавливался М. Ломоносов, Д. Фонвизин, А. Пушкин, Т. Шевченко и другие известные лица.
Изначально были внесены в «список памятников архитектуры вновь выявленных» три объекта под названиями контора почтовой станции, гостиница почтовой станции, конюшни почтовой станции.
Приказом Министерства культуры и туризма от 21.12.2012 № 1566 присвоен статус памятник архитектуры местного значения с охранным № 10052-Чр под названием Комплекс зданий почтовой станции. Комплекс включает три объекта: контора почтовой станции — Почтовая улица, дом № 5, гостиница почтовой станции и конюшни почтовой станции — Думская улица, дом № 4.

## Описание
В 1773 году был сооружен комплекс почтовой станции. Состоял из двух одноэтажных каменные домов (флигелей), которые выходили фасадами на Почтовую улицу (дом № 5), конюшен с противоположной стороны двора и большого на полтора этажа (одноэтажный на цоколе) дома посреди двора, где жил почтмейстер, располагалась контора и две комнаты для приезжих, зал отдыха для путешествующих. В полуподвале — ямщицкая и кухня. Во флигелях отдыхали почтальоны. Весь двор был ограждён высокой стеной. Между флигелями, что соединялись стеной, были металлические ворота и такая же калитка. Все здания почтового двора, за исключением правого флигеля, преимущественно сохранились.
Среди многочисленных путешествующих, которые останавливались в Нежине, много деятелей культуры, например Д. И. Фонвизин, А. С. Пушкин, А. С. Грибоедов, Н. В. Гоголь, М. И. Глинка, А. С. Афанасьев-Чужбинский, Т. Г. Шевченко, Е. П. Гребёнка, Н. С. Лесков.
В 1970 году на фасаде левого флигеля установлена мемориальная доска украинскому художнику-баталисту Н. С. Самокишу, который в семье почтальона здесь родился, провёл детские и юношеские годы. Скульптор — С. Н. Кантур. Бронзовый барельеф.
В 1993 году в доме был открыт музей Нежинской почтовой станции.

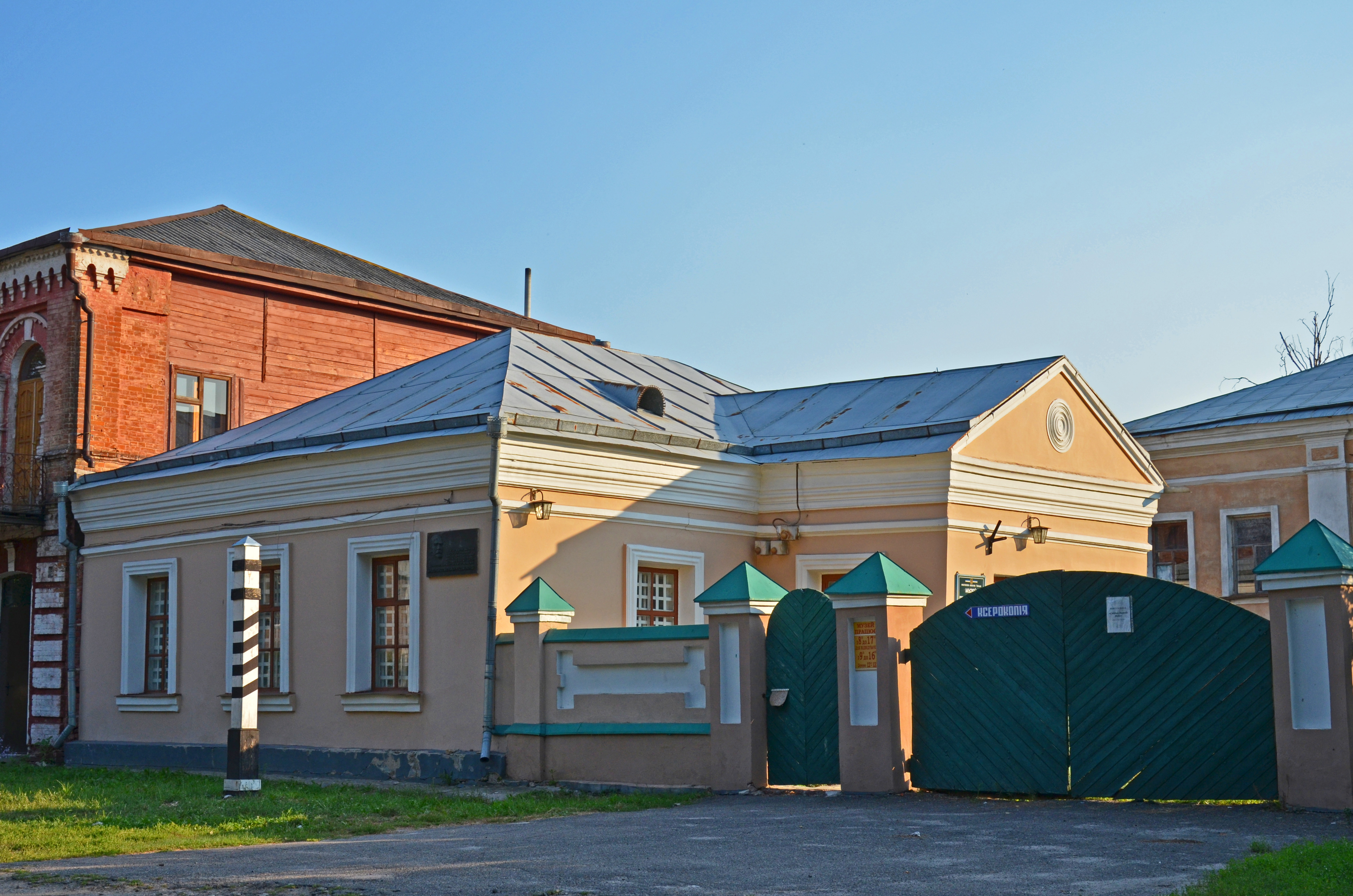
левый флигель
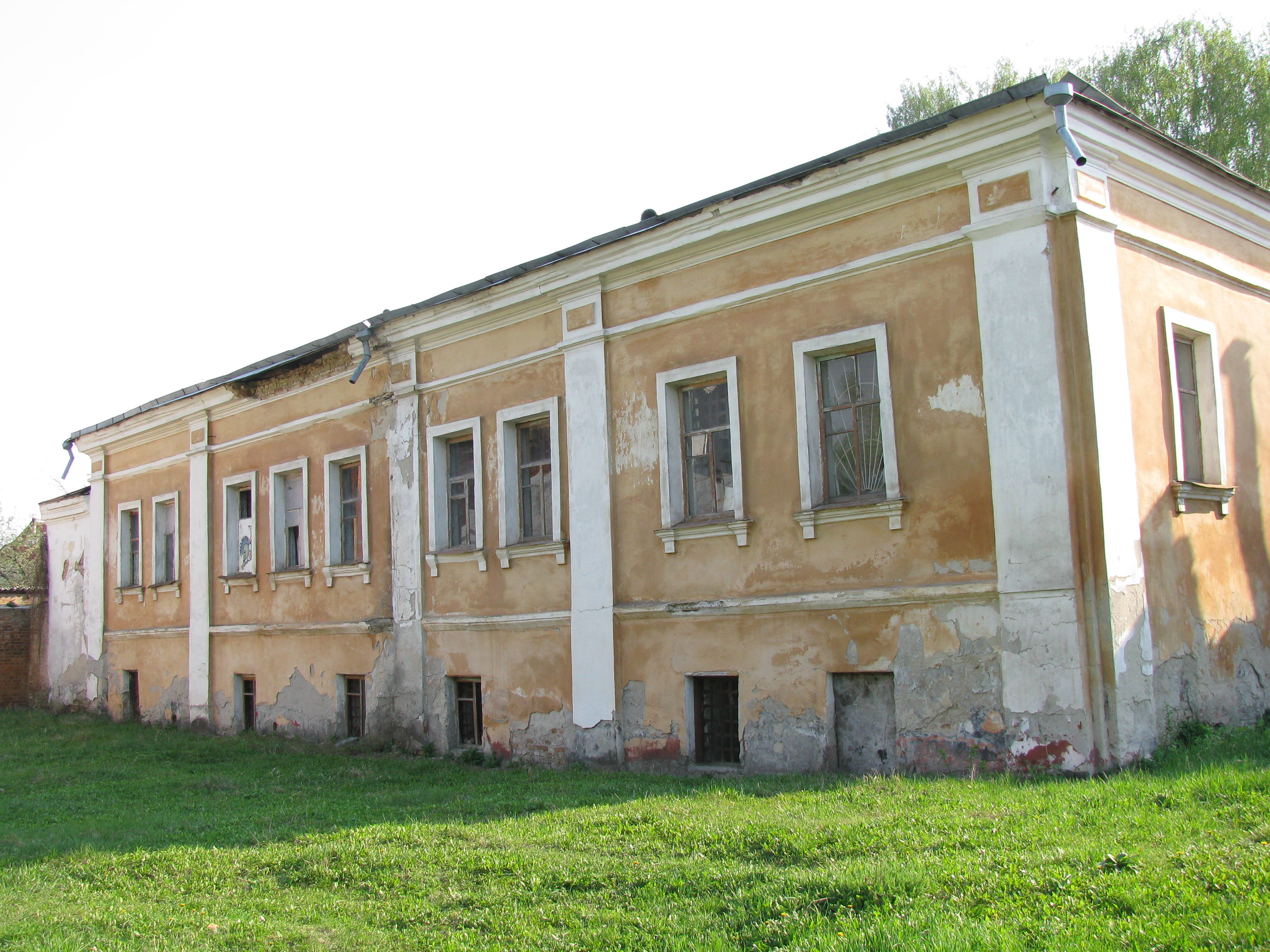
дом во дворе
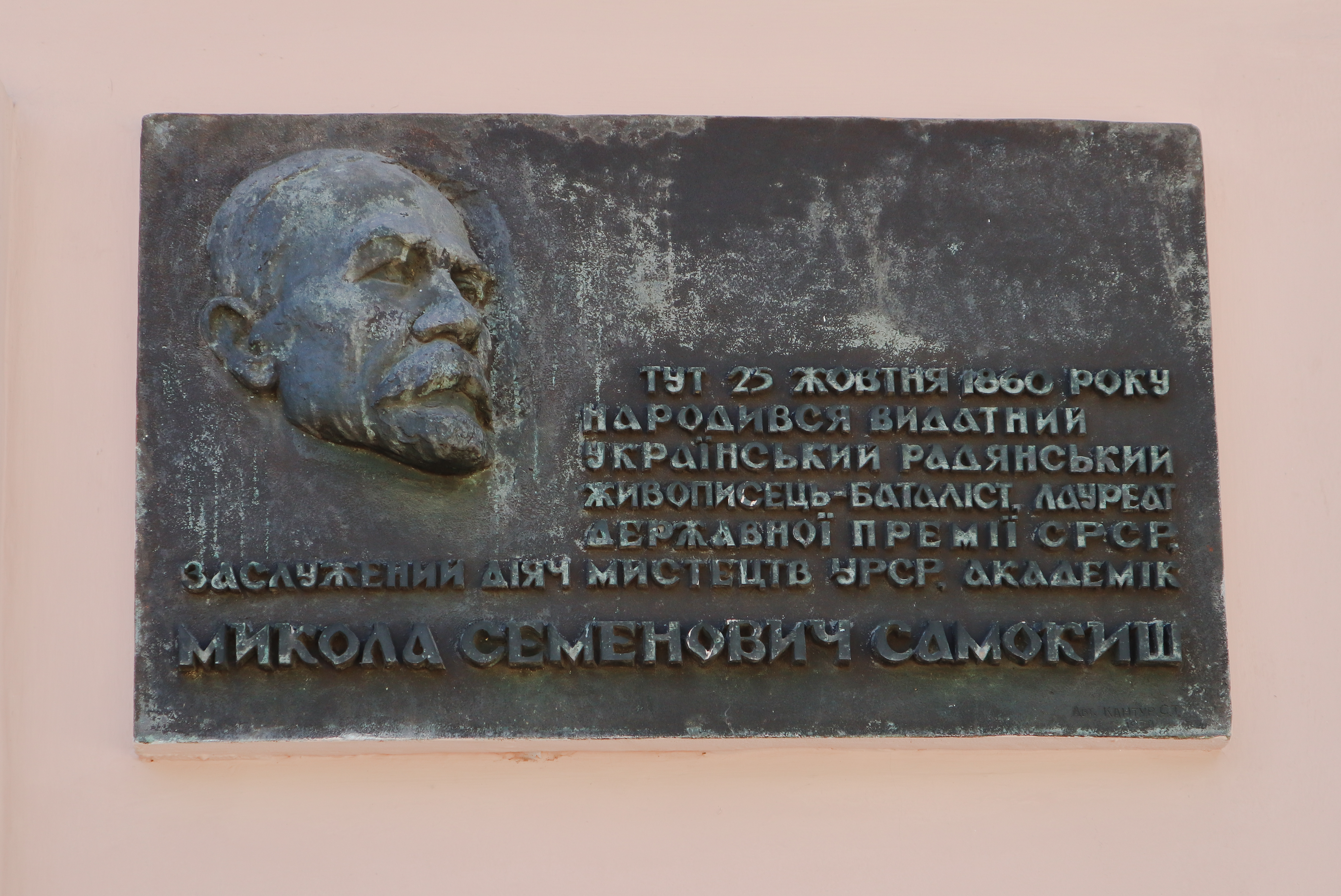
мемориальная доска Н. С. Самокишу
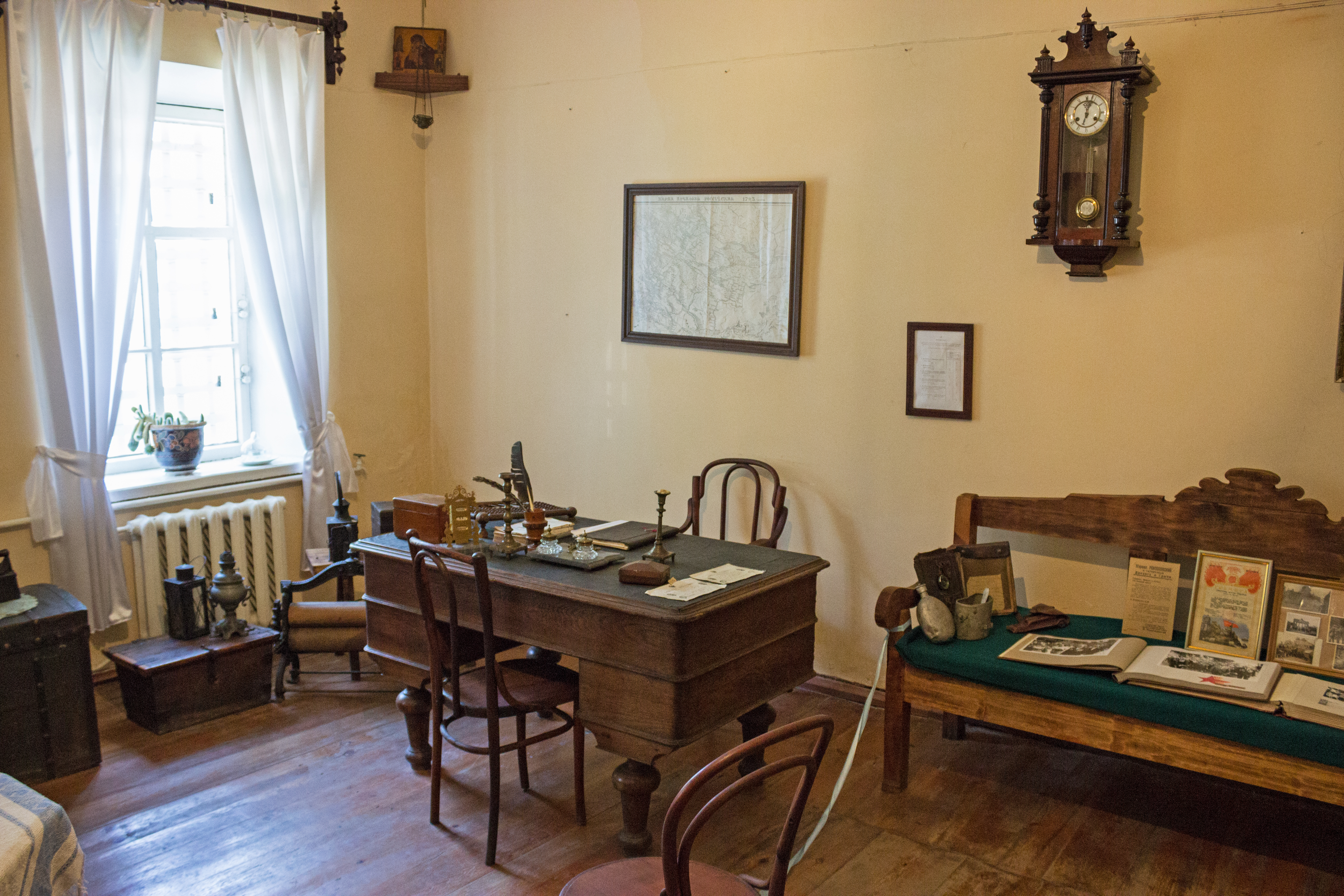
экспозиция музея